# Amor secreto (telenovela)
Amor secreto é uma telenovela venezuelana produzida e exibida pela Venevisión entre 15 de junho de 2015 e 15 de fevereiro de 2016, estrelada por Alejandra Sandoval, Miguel de León, Alexandra Braun e Juan Carlos García. É um remake da telenovela Inés Duarte, secretaria produzida em 1990 e 1991.
É a primeira telenovela da Venevision em ser gravada totalmente na Venezuela no formato de alta definição.

## Elenco
- Orlando Delgado - Leonardo "Leo" Ferrándiz Villegas
- Rosmeri Marval - María Lucía Gutiérrez Vielma Ferrandiz Villegas
- Miguel de León - Leonardo Ferrándiz Aristizábal
- Alejandra Sandoval - Irene Gutiérrez Vielma Ferrandiz Aristizabal
- Juan Carlos García - Rodrigo Basáñez
- Alexandra Braun - Alejandra Altamirano
- Carmen Julia Álvarez - Trinidad Vielma Vda. de Gutiérrez
- Karina Velásquez - Virginia Gutiérrez Vielma
- Antonio Delli - Carlos Ernesto Ferrándiz Aristizábal
- Nathalia Martinez - Agustina Villegas
- Yahaira Orta - Jimena Aristizábal Vda. de Ferrándiz
- Caterina Valentino - Rebeca Villegas de Ferrándiz
- Rosario Prieto - Coromoto
- Juan Carlos Gardié - Anzola
- Veronica Ortiz - Zulay Martinez
- Rosanna Zanetti - Altair
- Claudio de la Torre - Felipe Rincón
- Jose Vicente Pinto - Pablo Finol
- Mandi Meza - Maribel Cruz
- Luis Mayer - Julio Ferrándiz Villegas
- Alejandro Díaz Iacocca - Fernando
- Ornella de la Rosa - Sandra Martinez
- Hecham Aljad - Jorge "Jorgito" Arismendi
- Maribel Bottoni - Oriana Castellanos
- Nelson Farias - Lucas Ferrándiz Villegas
- Isabella Meserón- Rebeca "Keka" Ferrándiz Villegas
- Jhonny Texier - Miguel Ferrándiz Villegas
- Julio Alcázar - Adolfo Casares
- Jeronimo Gil - Edgar Ventura
- Gioia Arismendi - Paula Guerrero

## Exibição
Está disponível gratuitamente no serviço de streaming Vix desde 2021.
Foi exibida no Brasil a partir do primeiro semestre de 2022, com término em 04 de outubro do mesmo ano, sendo substituída por O Amor Está Por Ai, inaugurando o horário das 18:00 (com reprise em diversos horário e maratona aos finais de semana) do canal Novelíssima, disponível no serviço de streaming gratuito Samsung TV Plus.
Foi exibida novamente pelo canal Novelíssima, entre 18 de dezembro de 2023 e 12 de julho de 2024,substituindo  Alma indomável e sendo substituída por  Coração esmeralda, no horário das 20:00. 
Foi disponibilizada no +SBT em 13 de fevereiro de 2025, com todos os seus 160 capítulos dublados em português.
Está sendo exibida pelo canal Fast +Novelas no streaming +SBT desde o dia 07 de abril de 2025 substituindo Amor Inesperado.
Está sendo exibida pela terceira vez pelo Novelissima desde 07 de julho de 2025 substituindo Samantha.